# Kenner Gutiérrez
Kenner Gutiérrez Cerdas (* 9. Juni 1989 in Alajuela) ist ein costa-ricanischer Fußballspieler.

## Karriere

### Klub
Er begann seiner Karriere in der Jugend beim LD Alajuelense und ging hier im Sommer 2009 von der U20 fest in die erste Mannschaft über. Hier verblieb er über zehn Jahre als Teil der Mannschaft und gewann mit seinem Klub fünf Meisterschaften. Nachdem er in der Clausura 2020 kaum noch spielte und später auch aus dem Kader gestrichen wurde, bekam er auf Druck der Fans keine Vertragsverlängerung bei seinem Stammklub mehr. Im Sommer 2020 wurde sein neuer Klub somit der CS Cartaginés, wo er aber nur über die Laufzeit von einem Jahr verblieb. Seit Sommer 2021 ist er bei Municipal Grecia unter Vertrag.

### Nationalmannschaft
Sein erster bekannter Einsatz für die Nationalmannschaft ist ein 3:0-Sieg über Belize während der Qualifikation für den Gold Cup 2017 am 15. Januar 2017. Am Ende war er auch bei dem Turnier selbst dabei, wo man es bis ins Halbfinale schaffte. Danach gab es für ihn noch einmal einen Einsatz in einem Spiel der Qualifikation für die Weltmeisterschaft 2018 und danach nur noch Freundschaftsspiele, wovon das letzte im November 2017 stattfand. Zwar wurde er auch für den Kader der Endrunde der Weltmeisterschaft 2018 nominiert, erhielt jedoch hier keine Einsatzzeit.